# Старший рядовий авіації

Нашивка старшого рядового Повітряних сил США з 1991 року

Застарілий знак розрізнення старшого рядового Повітряних сил США (1976–1991)

Старший рядовий авіації (англ. Senior Airman (SrA) — старше військове звання рядового складу Повітряних силах США Збройних силах країни.
У Повітряних силах США це звання відноситься до четвертого ступеня військової ієрархії (E-4) й займає місце між військовими званнями рядовий авіації першого класу та штаб-сержант. Ранг старшого рядового авіації введений 30 грудня 1975 року (набрав чинності 1 червня 1976 року).
Рядовий першого класу може отримати вище звання старшого рядового після 36 місяців служби у своєму званні на штатній посаді або після 20 місяців проходження служби в посаді, яка визначена для старшого рядового. Заслужені рядові першого класу (не більше 15% від штатної чисельності частини) можуть отримати вище звання достроково, але не раніше ніж за 6 місяців.